# 12e étape du Tour d'Espagne 2011
La 12e étape du Tour d'Espagne 2011 s'est déroulée le jeudi 1er septembre 2011. Punteareas est la ville de départ et Pontevedra est la ville d'arrivée. Il s'agit d'une étape de plaine sur 160 kilomètres.
La victoire d'étape revient pour la deuxième fois sur cette Vuelta au Slovaque Peter Sagan (Liquigas-Cannondale) devant l'Allemand John Degenkolb (Team High Road) et l'Italien Daniele Bennati (Team Leopard-Trek). Le Britannique Bradley Wiggins conserve son maillot rouge de leader pour la deuxième journée consécutive. 

## Profil de l'étape
C'est la deuxième fois que Punteareas est une ville de départ du Tour d'Espagne (après l'édition de 1987), tandis que la capitale de province, Pontevedra, accueille l'arrivée d'une étape de la Vuelta pour la deuxième fois de son histoire (après 1980). Même si deux cols de troisième catégorie (Moscoso et Pontecaldelas (es)) se situent sur le parcours, il s'agit d'une étape essentiellement plate.

## Classement de l'étape
|    | Coureur             | Pays      | Équipe              | Temps | Temps         |
| -- | ------------------- | --------- | ------------------- | ----- | ------------- |
| 1  | Peter Sagan         | Slovaquie | Liquigas-Cannondale | en    | 4 h 3 min 1 s |
| 2  | John Degenkolb      | Allemagne | Team HTC-Highroad   | +     | m.t           |
| 3  | Daniele Bennati     | Italie    | Team Leopard-Trek   |       | m.t           |
| 4  | Alessandro Petacchi | Italie    | Lampre-ISD          |       | m.t           |
| 5  | Juan José Haedo     | Argentine | Saxo Bank-SunGard   |       | m.t           |
| 6  | Tom Boonen          | Belgique  | Quick Step          |       | m.t           |
| 7  | Greg Van Avermaet   | Belgique  | BMC Racing          |       | m.t           |
| 8  | Paul Martens        | Allemagne | Rabobank            |       | m.t           |
| 9  | Nikolas Maes        | Belgique  | Quick Step          |       | m.t           |
| 10 | Lloyd Mondory       | France    | AG2R La Mondiale    |       | m.t           |

## Classement général
|     | Coureur            | Pays        | Équipe              |    | Temps            |
| --- | ------------------ | ----------- | ------------------- | -- | ---------------- |
| 1   | Bradley Wiggins    | Royaume-Uni | Team Sky            | en | 46 h 53 min 47 s |
| 2   | Christopher Froome | Royaume-Uni | Team Sky            | +  | 7 s              |
| 3   | Fredrik Kessiakoff | Suède       | Astana              |    | 9 s              |
| 4   | Vincenzo Nibali    | Italie      | Liquigas-Cannondale |    | 10 s             |
| 5   | Jakob Fuglsang     | Danemark    | Team Leopard-Trek   |    | 19 s             |
| 6   | Bauke Mollema      | Pays-Bas    | Rabobank            |    | 36 s             |
| 7   | Maxime Monfort     | Belgique    | Team Leopard-Trek   |    | 1 min 06 s       |
| dsq | Juan José Cobo     | Espagne     | Geox-TMC            |    | 1 min 27 s       |
| 9   | Haimar Zubeldia    | Espagne     | Team RadioShack     |    | 1 min 53 s       |
| 10  | Janez Brajkovič    | Slovénie    | Team RadioShack     |    | 2 min 00 s       |

## Classements annexes

### Classement par points
|   | Cycliste          | Pays      | Équipe              | Points |
| - | ----------------- | --------- | ------------------- | ------ |
| 1 | Joaquim Rodríguez | Espagne   | Team Katusha        | 81     |
| 2 | Peter Sagan       | Slovaquie | Liquigas-Cannondale | 75     |
| 3 | Bauke Mollema     | Pays-Bas  | Rabobank            | 69     |

### Classement du meilleur grimpeur
|   | Cycliste         | Pays    | Équipe           | Points |
| - | ---------------- | ------- | ---------------- | ------ |
| 1 | Matteo Montaguti | Italie  | AG2R La Mondiale | 33     |
| 2 | David Moncoutié  | France  | Cofidis          | 32     |
| 3 | Dan Martin       | Irlande | Garmin-Cervélo   | 25     |

### Classement du combiné
|   | Cycliste          | Pays     | Équipe       | Points |
| - | ----------------- | -------- | ------------ | ------ |
| 1 | Bauke Mollema     | Pays-Bas | Rabobank     | 16     |
| 2 | Daniel Moreno     | Espagne  | Team Katusha | 26     |
| 3 | Joaquim Rodríguez | Espagne  | Team Katusha | 29     |

### Classement par équipes
|   | Équipe            | Pays       | Temps | Temps            |
| - | ----------------- | ---------- | ----- | ---------------- |
| 1 | Team RadioShack   | États-Unis | en    | 128 h 0 min 59 s |
| 2 | Rabobank          | Pays-Bas   | +     | 1 min 58 s       |
| 3 | Team Leopard-Trek | Luxembourg |       | 2 min 18 s       |